# Judith Didi-Kouko Coulibaly
Judith Didi-Kouko née Coulibaly, en mai 1971 , est une oncologue et chercheuse ivoirienne. Elle est la première professeure agrégée et titulaire en cancérologie de Côte d’Ivoire et d’Afrique de l’Ouest. Elle est la directrice du Centre National d’oncologie médicale et de Radiothérapie Alassane Ouattara (CNRAO) depuis sa création en décembre 2017.

## Biographie

### Enfance, éducation et débuts
Judith Didi-Kouko nait en mai 1971 à Abidjan. Elle fréquente le lycée Sainte Marie de w. Après le baccalauréat, elle choisit de poursuivre ses études en médecine.
En 2002, elle obtient son Doctorat d’Etat en médecine, puis se rend à Tours, en France pour approfondir sa formation. Elle y obtient l'attestation de formation spécialisée approfondie (Afsa) d’Hématologie. En 2004, elle reçoit l’AFSA d’Oncologie médicale, puis un diplôme Interuniversitaire (DIU) de Soins Palliatifs et d’Accompagnement et en 2005, un diplôme universitaire de sénologie et de pathologie mammaire. Elle détient un certificat d’Etudes Spéciales de Cancérologie, option cancérologie médicale en 2007 à l’Université Marien-Ngouabi de Brazzaville.
Elle est maître de conférences agrégé en oncologie médicale à l’université d’Abidjan depuis 2012.

### Carrière
En 1997, elle travaille en tant qu'interne dans des hôpitaux pour différents services, notamment aux maladies Infectieuses et tropicales du CHU de Treichville sous la direction des professeurs Kadio Auguste et Echimane Kouassi Antoine, son mentor; au service d’anatomie pathologique du CHU de Cocody sous le professeur Diomandé Isidore; au service de gastro-entérologie du CHU de Yopougon avec le professeur Thérèse N’Dri Yoman et au centre national de Transfusion Sanguine dirigé par le docteur Konaté Seydou.
En 2017, elle devient la directrice du CNRAO ,, dès sa création.

### Vie associative
Elle est présidente fondatrice de l’Association APAAC « Aidons les Personnes Atteintes ou Affectées par le Cancer » depuis 2009,. Elle est active comme membre dans plusieurs organisations notamment la Société Ivoirienne d’Hématologie-Immunologie-Oncologie et Transfusion sanguine (SIHIO-TS), l’Organisation Africaine pour l’Enseignement et la Recherche sur le Cancer (OAREC/AORTIC), l’Alliance Mondiale Contre le Cancer (AMCC), l’Alliance des Ligues Africaines et Méditerranéennes contre le Cancer (ALIAM) et l’Association des Soins Palliatifs de Côte d’Ivoire (ASPCI).

## Vie privée
En décembre 1996, elle devient épouse de Franck DIDI-KOUKO.